# Parada de Lovaina
Lovaina es una parada de las líneas Ibaiondo - Salburua y Abetxuko - Unibertsitatea del tranvía de Vitoria, explotado por Euskotren Tranbia. Fue inaugurada el 23 de diciembre de 2008 junto a todas las paradas del ramal de Ibaiondo, desde la de Angulema hasta la de Ibaiondo. Se incorporó a la línea Abetxuko - Angulema el 10 de julio de 2009.

## Localización
Se encuentra ubicada en la Calle Magdalena junto a la Plaza Lovaina de la cual coge el nombre.

## Líneas
| Líneas que prestan servicio en la parada de Lovaina |                 |       |             |                |
| << Cabecera                                         | < Anterior      | Línea | Siguiente > | Cabecera >>    |
| Ibaiondo                                            | Sancho el Sabio | TVG   | Parlamento  | Salburua       |
| Abetxuko                                            | Sancho el Sabio | TVG   | Parlamento  | Unibertsitatea |